# Scleria unguiculata
Scleria unguiculata är en halvgräsart som beskrevs av E.A.Rob. Scleria unguiculata ingår i släktet Scleria och familjen halvgräs. Inga underarter finns listade i Catalogue of Life.